# Ramón Villeda Morales (Honduras)
Pour les articles homonymes, voir Ramón Villeda Morales (homonymie).
Ramón Villeda Morales est une municipalité du Honduras, située dans le département de Gracias a Dios.
La municipalité de Ramón Villeda Morales comprend 15 villages et 41 hameaux. Elle est fondée en 1996.

## Crédit d'auteurs
- (en) Cet article est partiellement ou en totalité issu de l’article de Wikipédia en anglais intitulé « Ramón Villeda Morales (municipality) » (voir la liste des auteurs).